# Caterina Gattai

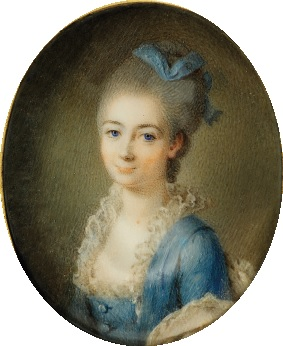
J[ohann?] Zeich († 1789): Porträt der Caterina Gattai, Aquarell auf Elfenbein, 4,7 mal 3,8 cm, um 1770, Königliches Schloss Warschau

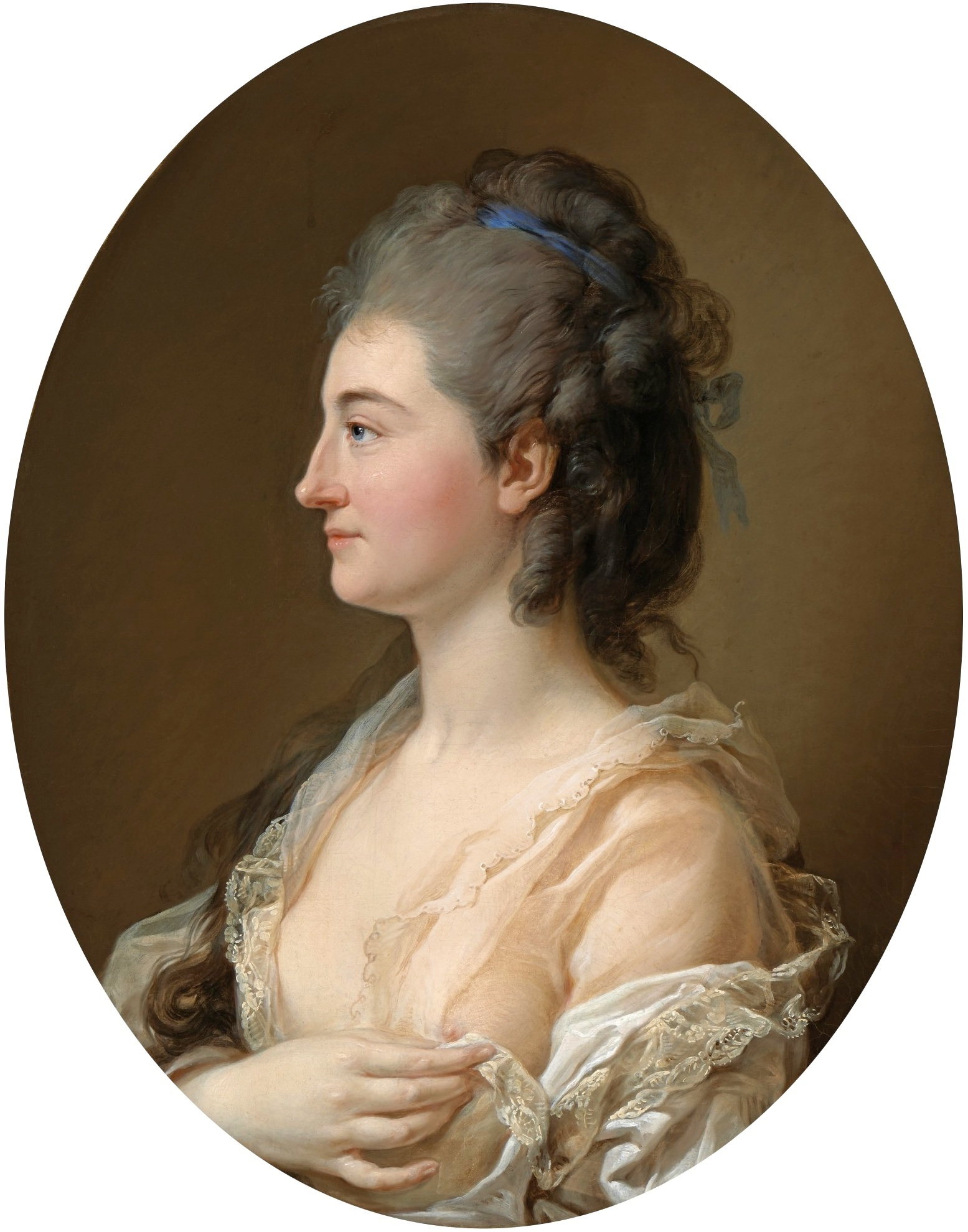
Marcello Bacciarelli: Porträt von 1778/1779

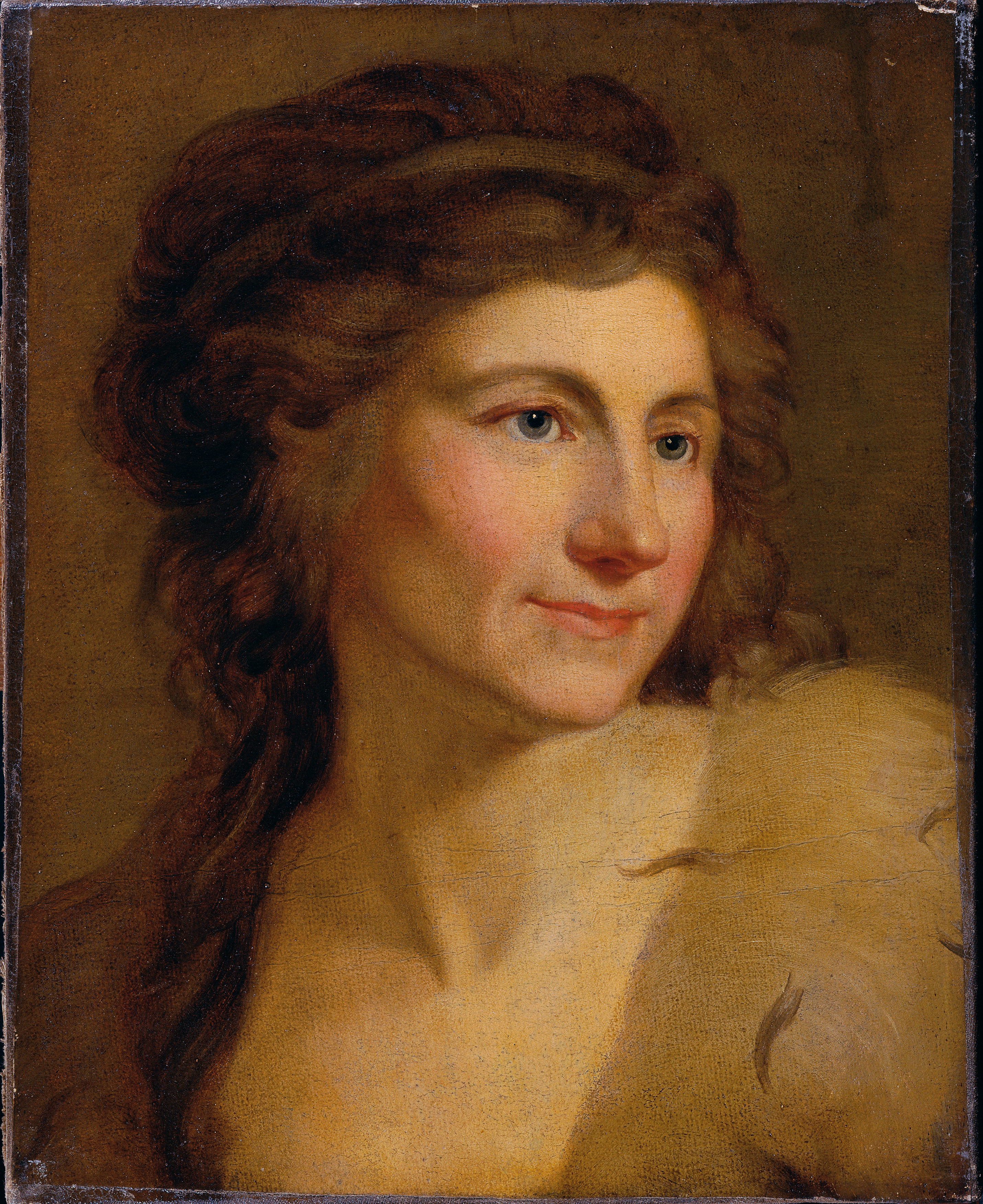
Johann Baptist Lampi der Ältere: Frauenbildnis (Caterina Cecilia Tomatis), 42 mal 33,5 cm, 1788/1789, Österreichische Galerie Belvedere

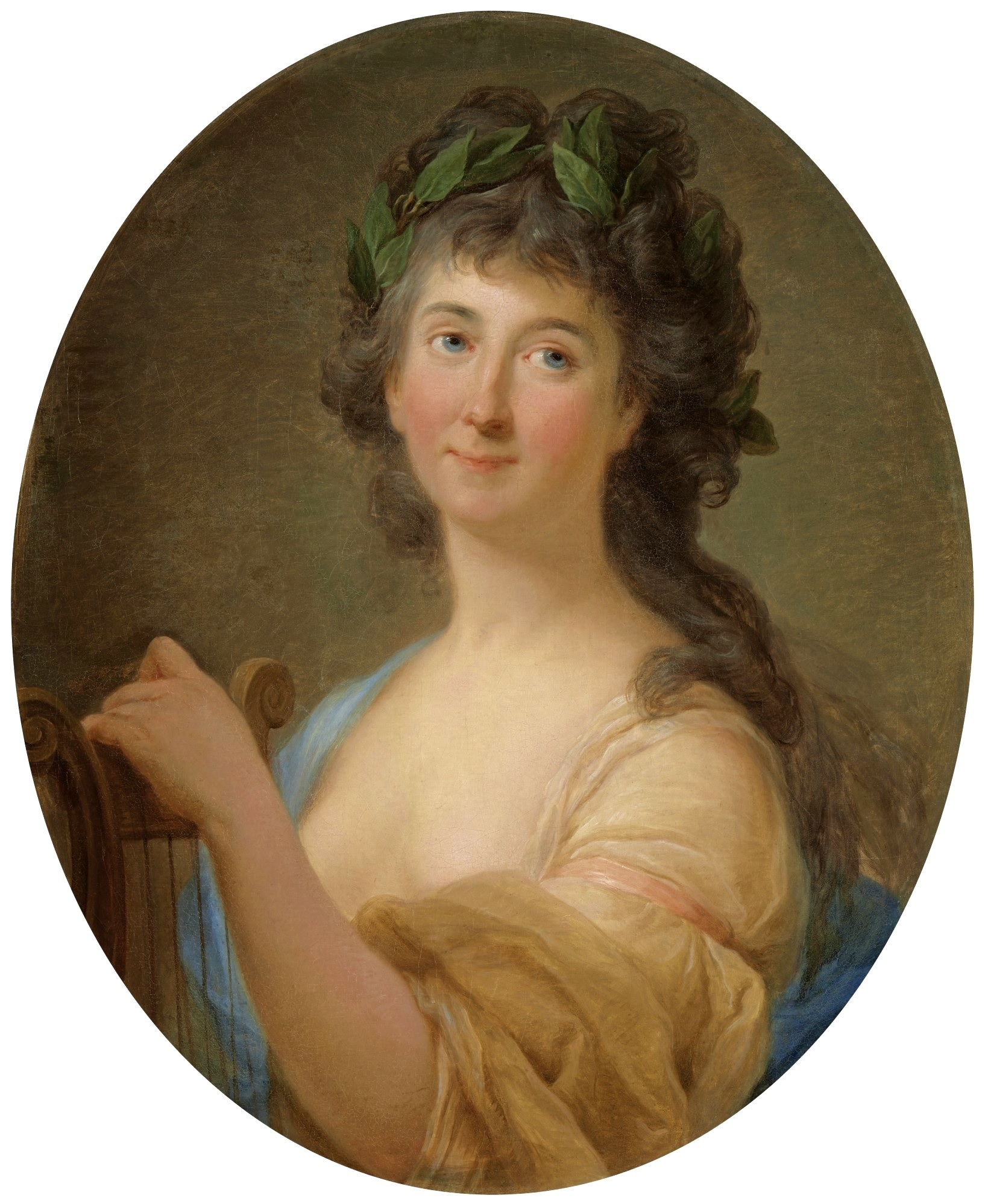
Marcello Bacciarelli: Porträt von etwa 1790 oder wenig später, Öl auf Leinwand, 67,5 mal 55,2 cm, Sammlung Łazienki-Palast

Caterina Gattai, auch Cecilia Caterina  Gattai Tomatis, geborene Filipazzi, verheiratete Tomatis, Gräfin de la Vallery et de la Loux, Baronin de la Bridoire (* 1747 in Mailand; † nach 1791 in Warschau) war eine Balletttänzerin und Kurtisane. Sie war eine der Geliebten des polnischen Königs Stanislaus II. August Poniatowski, der sie bis an ihr Lebensende finanziell unterstützte und drei Porträts für die Gemäldegalerie in Auftrag gab. Als Primaballerina demi-caractère des königlichen Theaters im Sächsischen Opernhaus unter der Leitung von Carlo Alessandro Tomatis während der Spielzeit 1765/1766 galt sie als „eine Zierde der Stadt und des Hofes“. Sie war zudem eine Favoritin des Grafen Franciszek Ksawery Branicki und des Kronprinzen August Moszyński sowie eine Favoritin der Führer der Partei Czartoryski Familia. Am Hof wurde sie von der Venezianerin Anna Binetti verdrängt. Sie heiratete später Tomatis, mit dem sie vier Kinder großzog, und konnte ein gesichertes Leben in den einflussreichsten Kreisen des Hofes und der Hauptstadt führen. Sie starb nach 1791.

## Leben

### Tanz- und Theaterkarriere (1760–1766)
Caterina Gattai wurde in Mailand geboren. Ihr Debüt gab sie mit Anfang 20 in der Spielzeit 1760/1761 im venezianischen Teatro Sant’Angelo in Gesellschaft des Tänzers und Ballettmeisters Gennaro Magri.
Von 1761 bis 1763 war sie Solistin in Prag, in der Gesellschaft des österreichischen Schauspielers und Impresarios Joseph Felix von Kurz. Dort trat sie als Partnerin und in Choreographien des italienischen Tänzers Ignazio Clerico auf, mit dem sie später in Genua als „signora Catarina Gattai di Milano“ auftrat. Im Herbst 1764 wiederum finden wir sie in der Gesellschaft des französischen Ballettmeisters Vincent Saunier als erste „Mezzo carattera“-Tänzerin in Florenz. 
1765 traf sie in Venedig den neu ernannten Warschauer Impresario Carlo Tomatis, der im Auftrag des polnischen Königs in Italien Sänger und Tänzer für das im Aufbau befindliche königliche Theater suchte. Noch im Juli desselben Jahres kam sie in einer Gruppe italienischer Künstler in der polnischen Hauptstadt an. Noch im selben Monat begann sie auf der Bühne des Opernhauses aufzutreten. Zu diesem Zeitpunkt war sie bereits die Geliebte Tomatis’ und die erste Tänzerin in seiner Theatertruppe. In der zweiten Hälfte des Jahres trat sie in täglichen Aufführungen der italienischen Oper sowie in französischen und polnischen Komödien auf. Ihr Bühnenpartner war der erste Tänzer Pierre Godard (Pietro Godardi).
Sie spielte in La buona figliuola puta (Choreographie Bartolomeo Cambi, Musik Niccolò Piccinni) und in Il mercato di Malmantile (Choreographie Cambi, Musik Domenico Fischietti). Im August 1765 spielte sie auch die Titelrolle des Balletts L'Isle d'amour, ou Hébé, und tanzte bei einer vom Grafen Moszyński zu Ehren des Königs in Młociny und Tarchomin veranstalteten Freiluftaufführung. Tomatis erwies sich angesichts der Avancen gegenüber seiner Lebensgefährtin zwar als eifersüchtig, nutzte andererseits die Vorteile, die sich den beiden boten.
Doch Gattais „Herrschaft“ am Hof dauerte nicht lange. Im Dezember 1765 trat die italienische Ballerina Anna Binetti zusammen mit dem bedeutenden französischen Tänzer Charles Le Picq in Warschau auf. Sie waren nach ihren Erfolgen am kaiserlichen Hof aus Wien gekommen. Auf Wunsch des Königs wurden sie als erste Hoftänzer engagiert und begannen, regelmäßig im Opernhaus aufzutreten. Damit bekam Gattai eine ernsthafte Konkurrentin. Laut Giacomo Casanova, der sich von Oktober 1765 bis Juli 1766 in Warschau aufhielt, und der Binetti von früher kannte, ‚war Cattai wütend, weil Mme Binetti sie völlig in den Schatten gestellt und, was noch schlimmer war, sie ihrer Bewunderer beraubt hatte‘. Dies galt auch für den Grafen Franciszek Ksawery Branicki, bis dahin ein Verehrer der Gattai, mit dem sich Casanova duellierte. Die beiden Tänzerinnen bekämpften sich in aller Öffentlichkeit, und Casanova schrieb zur Binetti: ‚übrigens liebte ich sie noch und machte mir gar nichts aus der Catai, die zwar hübscher als die Binetti war, aber an Fallsucht litt‘.

### Ehe mit dem Grafen Tomatis, Gräfin, Mätresse des Königs
Caterina Gattai hatte noch mehr als ein Jahrzehnt Rückhalt beim König, doch im Frühjahr 1766 zog sie sich von der Bühne zurück. Sie heiratete den inzwischen geadelten Grafen Tomatis. Als Gräfin Tomatis de Vallery et de la Loux und Mätresse des Königs führte sie ein Leben in den höchsten Gesellschaftskreisen. Sie begleitete ihren Mann auch oft auf seinen Reisen, etwa nach Italien, Wien und Paris.
1775 erhielt Tomatis von König Viktor Amadeus III. von Sardinien einen hohen Orden für sich und ihre Angehörigen. Im Herbst 1778 traf der Schweizer Reisende Johann I Bernoulli die Familie Tomatis im Hause des Fürsten August Czartoryski in Warschau. Gattai war demnach ‚eine der schönsten und reizendsten Frauen hier, obwohl sie ihre erste Blüte schon hinter sich hat‘. Ihr Mann war früher selbst in den Zeitungen als Spieler bekannt und, wie Bernoulli meint, nicht sehr ehrenhaft. Er spiele jetzt weniger und lebe bescheidener. Mit seiner Frau besuche er den Gouverneur fast jeden Tag. Julian Ursyn Niemcewicz glaubte, Frau Tomatis herrsche noch 1779 unter den königlichen Mätressen. 1781 besuchte der preußische Kammerherr Ernst von Lehndorff die Familie Tomatis. Er schreibt, sie seien zu Reichtum und Ansehen gekommen. Frau Tomatis sei gütig und ihr Mann sehr anständig, obwohl sie als Tänzerin und Kartenspieler begonnen hätten.

### Kinder, letztes Lebenszeichen (Ende 1791)

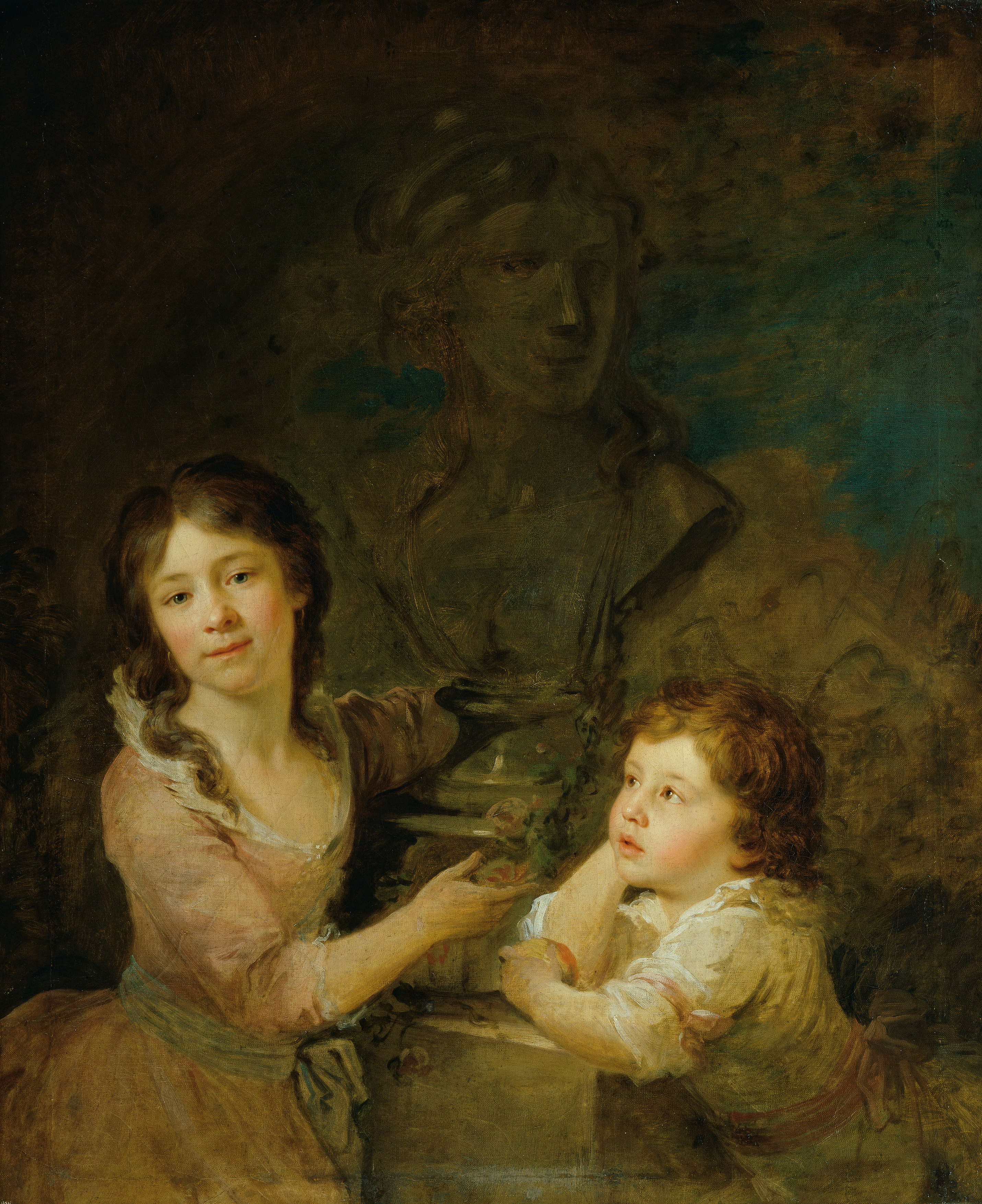
Johann Baptist Lampi der Ältere: Zwei Kinder aus der Familie der Grafen Thomatis, 1788/89, Öl auf Leinwand, 98 mal 80 cm, Österreichische Galerie Belvedere; es handelt sich um Caroline (* 1781) und Victor (* um 1786)

Das Paar hatte drei Töchter namens Adelaide (* um 1771, Adele), Zoe (* 1775) und Caroline (1781–1870), dazu  einen Sohn namens Victor, dessen Vaterschaft allerdings unklar ist. Alle anderen Kinder starben sehr früh.
Adelaide heiratete 1797 Tommaso Tomatis, den jüngeren Bruder ihres Vaters. Möglicherweise konnte sie dies trotz der nahen Verwandtschaft tun, weil der Ehemann Gattais nicht ihr Vater war; Dispens des päpstlichen Nuntius in Warschau wurde jedenfalls eingeholt. Das Paar hatte zwei Töchter.
Zoe (* 1775), die zweite Tochter, wurde Nonne; ihr weiteres Schicksal ist nicht bekannt. Caroline war aller Wahrscheinlichkeit nach Carlo Alessandro Tomatis’ Kind. Sie heiratete im November 1807 Friedrich Wilhelm Maria Leonhard, Graf von Wengersky und ließ sich auf dessen Stammsitz in Pilchowice in Schlesien nieder. Victor (* um 1786) starb 1818 in einem Duell.
Vier weitere Kinder starben früh: Stanisław Kazimierz lebte nur von 1773 bis 1775; Konstancja (* 1778) lebte nur zehn Woche; Amalia Katarzyna Joanna (* 1784) lebte nur einen Monat lang; Atanazy Cezary Stanisław Wiktor Amadeusz (* 1791) lebte nur zwei Wochen.
Gegen Ende ihres Lebens wohnte Caterina in einer Vorstadtresidenz, die ihr Ehemann Carlo Tomatis 1782 bis 1786 für seine Familie erbaut hatte. Die letzte Quelle ist ein Brief, der am 24. November 1791 an Pater Cajetan Ghigiotti, Sekretär und Leiter der italienischen Kanzlei im königlichen Kabinett, gerichtet war. Sie starb also nach diesem Datum, vielleicht im Jahr 1792. Wahrscheinlich wurde sie auf dem ehemaligen Friedhof der Ujazdowski-Schlosskirche St. Anna und St. Margareta an der Stelle des heutigen Belvedere beigesetzt, wo auch ihr am Vortag verstorbener Ehemann am 15. Juni 1797 beigesetzt wurde.

### Porträts
Von Caterina Gattai sind, so schreibt Paweł Chynowski, drei Porträts erhalten, die alle aus der Privatsammlung des Königs stammen: eine Miniatur eines unbekannten Künstlers aus der Zeit ihrer Jugend (im Königlichen Schloss) und zwei Porträts von ihr als Erwachsene von Marcello Bacciarelli (im Park der Königlichen Bäder). Außerdem gibt es ein Bildnis ihres Ehemanns von Bacciarelli (in einer Krakauer Privatsammlung), sowie zwei Porträts ihrer Kinder (eines davon vor einer Büste der Mutter), die um 1789 von Johann Baptist Lampi dem Älteren gemalt wurden (in der Österreichischen Galerie Belvedere in Wien).